# Domaniewska
Domaniewska – osiedle w dzielnicy Mokotów w Warszawie, wybudowane w latach 1972−1977 przez Spółdzielnię Mieszkaniową „Mokotów”.

## Położenie
Osiedle Domaniewska położone jest na stołecznym Mokotowie, na terenie obszaru Miejskiego Systemu Informacji Ksawerów. Znajduje się pomiędzy aleją Niepodległości, ulicą Domaniewską, aleją Wilanowską i dawnymi terenami przemysłowymi. Składa się z dwóch zespołów mieszkaniowych: zachodniego – Domaniewska I i wschodniego – Domaniewska II, przedzielonych ulicą Zygmunta Modzelewskiego, o łącznej powierzchni 23,8 ha. Przez jego teren przebiegają ulice Oskara Langego, Stefana Bryły i Ignacego Maleckiego. Nazwa osiedla pochodzi od ulicy Domaniewskiej.

## Charakterystyka i historia
Generalnym projektantem całego osiedla − podobnie jak sąsiedniego osiedla Służew Fort − był Tadeusz Mrówczyński.
Zachodnia część osiedla została wybudowana w latach 1972–1974. Składa się z ośmiu jedenastokondygnacyjnych budynków wielorodzinnych wybudowanych w systemie wielkopłytowym „J” (7 szt.) i „Szczecin” (1 szt.) zaplanowanych dla ok. 5,2 tys. mieszkańców. Zaprojektowano także przedszkole, pawilon handlowy i budynek techniczny. Bloki mieszkalne znajdują się pod adresami ul. Langego 2, 4, 6, 8 oraz Bryły 1, 2, 3 i 4. Liczba mieszkań to 1640, a powierzchnia tej części osiedla to 15,5 ha. Największy obiekt na całym osiedlu wznosi się wzdłuż ulicy Stefana Bryły i mieści się pod adresem Bryły 3.
Część osiedla położona bardziej na wschód powstała w latach 1973–1977. Jej powierzchnia wynosi 8,3 ha. W jej skład weszły budynki wielorodzinne powstałe w technologii wielkopłytowej „J” i „Szczecin”: po pięć budynków pięcio- i jedenastokondygnacyjnych oraz siedem budynków szesnastokondygnacyjnych, które miały stanowić dominantę architektoniczną przyszłego centrum Mokotowa. Budynki znajdują się pod adresami: al. Niepodległości 9/11, 13, 15, 21A, al. Wilanowska 364, 366, 368, ul. Modzelewskiego 54, 54A, 56, 56A, 58, 60, 60A oraz ul. Domaniewska 9/11, 13/15 i 17/19. Łącznie powstało 825 mieszkań dla ok. 3,5 tys. mieszkańców. Zaprojektowano także przedszkole, budynki handlowe oraz tereny zielone.
Pierwotnie planowano jeszcze trzecią część osiedla położoną bardziej na zachód, w kierunku obecnej ulicy Wołoskiej (dawna Komarowa). Miała ona nosić nazwę Domaniewska I. W tej koncepcji wybudowana Domianiewska I miała być Domaniewską II, a aktualna Domaniewska II Domaniewską III. Projekt nie został zrealizowany ze względu na zajęcie terenów przez rozbudowujące się zakłady przedsiębiorstwa Tewa.
Osiedle wybudowała Spółdzielnia Mieszkaniowa „Mokotów”. Od tego czasu też nim zarządza. Część budynków została w 1991 przeniesiona do wyodrębnionej Spółdzielni Mieszkaniowej „Modzelewskiego”.
W późniejszym czasie zabudowa osiedla została uzupełniona o nowe budynki wielorodzinne m.in. pięć budynków wybudowanych w okresie 2000–2004 późniejszego wydzielonego osiedla Wilanowska położonych pod adresami al. Wilanowska 364B, 366A, 368A oraz Modzelewskiego 35 i 58A, czy budynek przy ul. Modzelewskiego 37 wybudowany w latach 2007–2010. Spółdzielnia Mieszkaniowa „Mokotów” wybudowała także w okresie 1997–1999 dwa budynki po północnej stronie ulicy Domaniewskiej pod numerami 22 i 22A nadając temu zespołowi mieszkaniowemu nazwę Domaniewska Nowa.

## Galeria
| - Wschodnia część osiedla z widocznymi dominantami wysokościowymi - Budynki wielorodzinne osiedla oraz pawilon handlowy widziane od al. Niepodległości - Budynki osiedla Domaniewska II od strony ul. Modzelewskiego w 1977 roku. Na pierwszym planie Syrena 105 - Budynek osiedla Domaniewska Nowa przy ul. Domaniewskiej 22A |